# فهرست مربیان باشگاه فوتبال تاتنهام هاتسپر

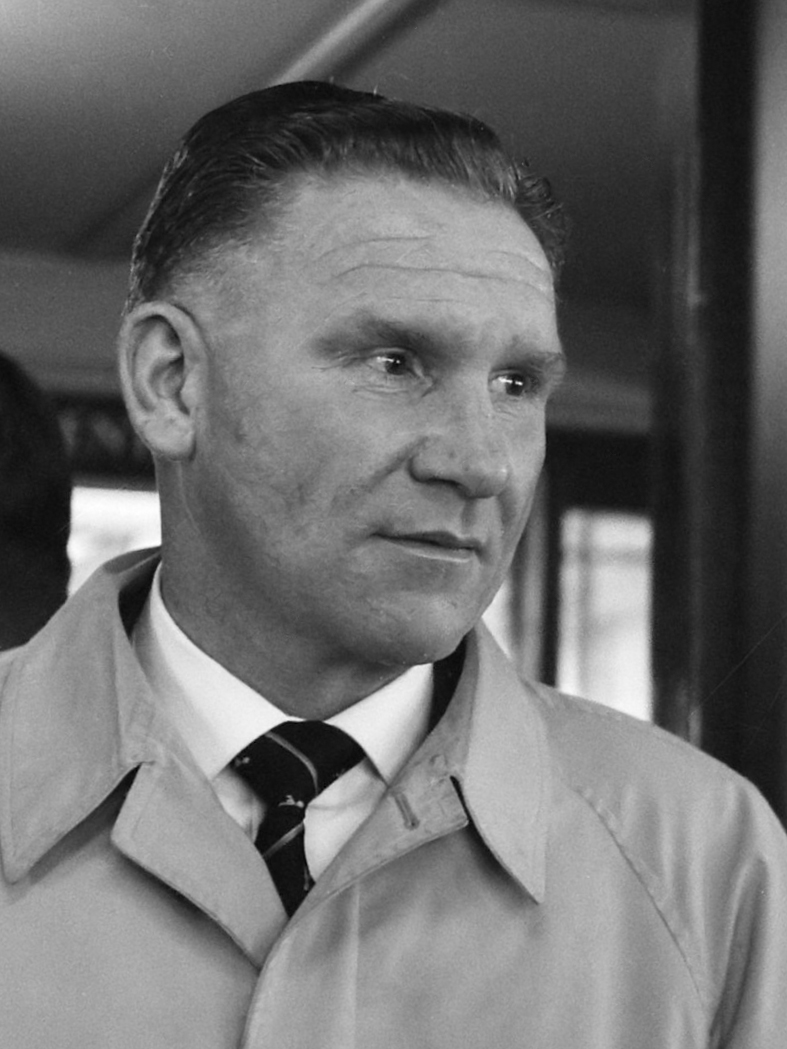
بیل نیکلسون؛ دوران مربیگری او پرثمرترین دوره در تاریخ باشگاه بود.

این مقاله، فهرست مربیان باشگاه فوتبال تاتنهام هاتسپر و آمار عملکردشان در بازی‌های لیگ، جام‌ها؛ از جمله جام‌های داخلی و اروپایی است که به ترتیب تاریخ انتصاب در جدول زیر فهرست شده‌اند.
از نظر کسب جام‌ها و افتخارات، بیل نیکلسون، پرثمرترین دوره را برای تاتنهام رقم زد؛ با قهرمانی لیگ فوتبال در فصل ۶۱–۱۹۶۰، قهرمانی در سه دوره از جام حذفی در سال‌های ۶۱–۱۹۶۰، ۶۲–۱۹۶۱، ۶۷–۱۹۶۶، به دست آوردن دو جام اتحادیه در سال‌های ۷۱–۱۹۷۰ و ۷۳–۱۹۷۲، پیروزی در جام خیریه ی سال‌های ۱۹۶۱، ۱۹۶۲ و یک قهرمانی مشترک در سال ۱۹۶۷ و کسب بزرگترین دستاوردهای تاریخ باشگاه، جام در جام اروپا در سال ۶۳–۱۹۶۲ و جام یوفا در فصل ۷۲–۱۹۷۱.

## مربیان
- این فهرست مطابق با زمانی است که به مربیگری تاتنهام رسیده‌اند:

| #  | ملیت           | مربی                    | از تاریخ              | تا تاریخ   | آمار لیگ | آمار لیگ | آمار لیگ | آمار لیگ | آمار لیگ | آمار لیگ | آمار لیگ | آمار جام | آمار جام | آمار جام | آمار جام | آمار جام | آمار جام | آمار جام | آمار کل | آمار کل | آمار کل | آمار کل | آمار کل | آمار کل | آمار کل | ٪کل    | یادداشت | منبع  |
| #  | ملیت           | مربی                    | از تاریخ              | تا تاریخ   | ب.       | پ.       | ت.       | ش.       | گ.ز      | گ.خ      | ٪پ.      | ب.       | پ.       | ت.       | ش.       | گ.ز      | گ.خ      | ٪پ.      | ب.      | پ.      | ت.      | ش.      | گ.ز     | گ.خ     | ٪پ.     | ٪کل    | یادداشت | منبع  |
| -- | -------------- | ----------------------- | --------------------- | ---------- | -------- | -------- | -------- | -------- | -------- | -------- | -------- | -------- | -------- | -------- | -------- | -------- | -------- | -------- | ------- | ------- | ------- | ------- | ------- | ------- | ------- | ------ | ------- | ----- |
| ۱  | انگلستان       | فرانک برتل              | ۰۱/۰۷/۱۸۹۸            | ۳۰/۰۶/۱۸۹۹ | ۴۳       | ۲۷       | ۵        | ۱۱       | ۱۰۷      | ۶۱       | ۶۲٫۷۹    | ۲۰       | ۱۰       | ۷        | ۳        | ۴۶       | ۲۸       | ۵۰٫۰۰    | ۶۳      | ۳۷      | ۱۲      | ۱۴      | ۱۵۳     | ۸۹      | ۵۸٫۷۳   | ۶۸٫۲۵٪ |         |       |
| ۲  | اسکاتلند       | جان کامرون              | ۰۱/۰۷/۱۸۹۹            | ۳۰/۰۶/۱۹۰۷ | ۴۳۱      | ۲۱۶      | ۹۸       | ۱۱۷      | ۷۹۷      | ۴۶۰      | ۵۰٫۱۲    | ۱۳۹      | ۸۰       | ۳۲       | ۲۷       | ۳۷۲      | ۱۹۳      | ۵۷٫۵۵    | ۵۷۰     | ۲۹۶     | ۱۳۰     | ۱۴۴     | ۱٬۱۶۹   | ۶۵۳     | ۵۱٫۹۳   | ۶۳٫۳۳٪ |         |       |
| ۳  | انگلستان       | فرد کرکام               | ۱۸/۰۴/۱۹۰۷            | ۲۷/۰۷/۱۹۰۸ | ۵۲       | ۲۵       | ۸        | ۱۹       | ۸۷       | ۶۳       | ۴۸٫۰۸    | ۹        | ۴        | ۲        | ۳        | ۱۵       | ۱۰       | ۴۴٫۴۴    | ۶۱      | ۲۹      | ۱۰      | ۲۲      | ۱۰۲     | ۷۳      | ۴۷٫۵۴   | ۵۵٫۷۴٪ |         |       |
| ۴  | تاتنهام هاتسپر | هیئت مدیره              | ۱۹۰۸                  | ۱۹۱۳       | ۱۷۰      | ۶۲       | ۴۰       | ۶۸       | ۲۴۸      | ۲۶۲      | ۳۶٫۴۷    | ۶۱       | ۳۷       | ۹        | ۱۵       | ۱۶۲      | ۸۱       | ۶۰٫۶۶    | ۲۳۱     | ۹۹      | ۴۹      | ۸۳      | ۴۱۰     | ۳۴۳     | ۴۲٫۸۶   | ۵۳٫۴۶٪ |         |       |
| ۵  | اسکاتلند       | پیتر مک‌ویلیام           | ۰۱/۰۷/۱۹۱۲            | ۳۰/۰۶/۱۹۲۷ | ۴۲۰      | ۱۷۰      | ۹۷       | ۱۵۳      | ۶۳۹      | ۵۸۵      | ۴۰٫۴۸    | ۲۸۱      | ۱۴۱      | ۵۳       | ۸۷       | ۶۳۳      | ۴۳۰      | ۵۰٫۱۸    | ۷۰۱     | ۳۱۱     | ۱۵۰     | ۲۴۰     | ۱٬۲۷۲   | ۱٬۰۱۵   | ۴۴٫۳۷   | ۵۵٫۰۶٪ |         |       |
| ۶  | انگلستان       | بیلی مینتر              | ۰۱/۰۷/۱۹۲۷            | ۳۰/۰۶/۱۹۲۹ | ۱۱۱      | ۴۱       | ۲۳       | ۴۷       | ۱۹۲      | ۲۱۸      | ۳۶٫۹۴    | ۱۳       | ۸        | ۱        | ۴        | ۳۱       | ۲۶       | ۶۱٫۵۴    | ۱۲۴     | ۴۹      | ۲۴      | ۵۱      | ۲۲۳     | ۲۴۴     | ۳۹٫۵۲   | ۴۹٫۱۹٪ |         |       |
| ۷  | انگلستان       | پرسی اسمیت              | ۰۱/۰۷/۱۹۳۰            | ۳۱/۰۳/۱۹۳۵ | ۲۲۹      | ۹۷       | ۵۲       | ۸۰       | ۴۳۴      | ۳۵۸      | ۴۲٫۳۶    | ۲۴       | ۱۲       | ۵        | ۷        | ۶۵       | ۳۴       | ۵۰٫۰۰    | ۲۵۳     | ۱۰۹     | ۵۷      | ۸۷      | ۴۹۹     | ۳۹۲     | ۴۳٫۰۸   | ۵۴٫۳۵٪ |         |       |
| ۸  | انگلستان       | ویلی هاردینگ            | ۰۱/۰۴/۱۹۳۵            | ۳۰/۰۶/۱۹۳۵ |          |          |          |          |          |          |          |          |          |          |          |          |          |          |         |         |         |         |         |         |         |        |         |       |
| ۹  | انگلستان       | جک ترسادرن              | ۰۱/۰۷/۱۹۳۵            | ۳۰/۰۶/۱۹۳۸ | ۱۲۸      | ۵۵       | ۲۹       | ۴۴       | ۲۶۰      | ۱۷۹      | ۴۲٫۹۷    | ۱۸       | ۱۰       | ۵        | ۳        | ۳۶       | ۲۳       | ۵۵٫۵۶    | ۱۴۶     | ۶۵      | ۳۴      | ۴۷      | ۲۹۶     | ۲۰۲     | ۴۴٫۵۲   | ۵۶٫۱۶٪ |         |       |
| ۱۰ | اسکاتلند       | پیتر مک‌ویلیام           | ۰۱/۰۷/۱۹۳۸            | ۳۰/۰۶/۱۹۴۲ | ۴۳       | ۱۹       | ۱۰       | ۱۴       | ۶۸       | ۶۳       | ۴۴٫۱۹    | ۶        | ۱        | ۲        | ۳        | ۱۳       | ۱۰       | ۱۶٫۶۷    | ۴۹      | ۲۰      | ۱۲      | ۱۷      | ۸۱      | ۷۳      | ۴۰٫۸۲   | ۵۳٫۰۶٪ |         |       |
| ۱۱ | انگلستان       | آرتور ترنر              | ۰۱/۰۷/۱۹۴۲            | ۳۰/۰۶/۱۹۴۶ |          |          |          |          |          |          |          | ۴۹       | ۲۷       | ۱۱       | ۱۱       | ۱۱۳      | ۵۸       | ۵۵٫۱۰    | ۴۹      | ۲۷      | ۱۱      | ۱۱      | ۱۱۳     | ۵۸      | ۵۵٫۱۰   | ۶۶٫۳۳٪ |         |       |
| ۱۲ | انگلستان       | جو هولم                 | ۰۱/۰۷/۱۹۴۶            | ۳۰/۰۷/۱۹۴۹ | ۱۲۵      | ۴۸       | ۴۴       | ۳۳       | ۱۸۸      | ۱۴۰      | ۳۸٫۴۰    | ۲۵       | ۱۶       | ۳        | ۶        | ۴۲       | ۲۷       | ۶۴٫۰۰    | ۱۵۰     | ۶۴      | ۴۷      | ۳۹      | ۲۳۰     | ۱۶۷     | ۴۲٫۶۷   | ۵۸٫۳۳٪ |         |       |
| ۱۳ | انگلستان       | آرتور روو               | ۰۱/۰۷/۱۹۴۹            | ۱۸/۰۴/۱۹۵۵ | ۲۴۹      | ۱۱۹      | ۵۰       | ۸۰       | ۴۵۳      | ۳۴۳      | ۴۷٫۷۹    | ۳۴       | ۱۶       | ۹        | ۹        | ۶۴       | ۴۴       | ۴۷٫۰۶    | ۲۸۳     | ۱۳۵     | ۵۹      | ۸۹      | ۵۱۷     | ۳۸۷     | ۴۷٫۷۰   | ۵۸٫۱۳٪ |         |       |
| ۱۴ | انگلستان       | جیمی اندرسون            | ۱۹/۰۴/۱۹۵۵            | ۱۱/۱۰/۱۹۵۸ | ۱۴۱      | ۶۴       | ۳۱       | ۴۶       | ۲۸۱      | ۲۳۲      | ۴۵٫۳۹    | ۱۲       | ۸        | ۱        | ۳        | ۳۰       | ۱۳       | ۶۶٫۶۷    | ۱۵۳     | ۷۲      | ۳۲      | ۴۹      | ۳۱۱     | ۲۴۵     | ۴۷٫۰۶   | ۵۷٫۵۲٪ |         |       |
| ۱۵ | انگلستان       | بیل نیکلسون             | ۱۱/۱۰/۱۹۵۸            | ۳۰/۰۹/۱۹۷۴ | ۶۶۷      | ۳۰۶      | ۱۶۴      | ۱۹۷      | ۱٬۲۰۸    | ۹۲۲      | ۴۵٫۸۸    | ۱۶۵      | ۱۰۲      | ۳۲       | ۳۱       | ۳۸۸      | ۱۷۳      | ۶۱٫۸۲    | ۸۳۲     | ۴۰۸     | ۱۹۶     | ۲۲۸     | ۱٬۵۹۶   | ۱٬۰۹۵   | ۴۹٫۰۴   | ۶۰٫۸۲٪ |         |       |
| ۱۶ | ایرلند شمالی   | تری نیل                 | ۰۱/۱۰/۱۹۷۴            | ۳۰/۰۶/۱۹۷۶ | ۷۸       | ۲۶       | ۲۳       | ۲۹       | ۱۱۰      | ۱۱۶      | ۳۳٫۳۳    | ۱۱       | ۵        | ۳        | ۳        | ۱۷       | ۱۰       | ۴۵٫۴۵    | ۸۹      | ۳۱      | ۲۶      | ۳۲      | ۱۲۷     | ۱۲۶     | ۳۴٫۸۳   | ۴۹٫۴۴٪ |         |       |
| ۱۷ | انگلستان       | کیث بورکینشاو           | ۱۴/۰۷/۱۹۷۶            | ۳۱/۰۵/۱۹۸۴ | ۳۳۶      | ۱۳۱      | ۹۵       | ۱۱۰      | ۴۹۷      | ۴۷۵      | ۳۸٫۹۹    | ۹۵       | ۵۱       | ۲۳       | ۲۱       | ۱۵۵      | ۹۰       | ۵۳٫۶۸    | ۴۳۱     | ۱۸۲     | ۱۱۸     | ۱۳۱     | ۶۵۲     | ۵۶۵     | ۴۲٫۲۳   | ۵۵٫۹۲٪ |         |       |
| ۱۸ | انگلستان       | پیتر شریوز              | ۰۱/۰۷/۱۹۸۴            | ۱۵/۰۵/۱۹۸۶ | ۸۴       | ۴۲       | ۱۶       | ۲۶       | ۱۵۲      | ۱۰۳      | ۵۰٫۰۰    | ۳۳       | ۱۴       | ۹        | ۱۰       | ۵۲       | ۲۷       | ۴۲٫۴۲    | ۱۱۷     | ۵۶      | ۲۵      | ۳۶      | ۲۰۴     | ۱۳۰     | ۴۷٫۸۶   | ۵۸٫۵۵٪ |         |       |
| ۱۹ | انگلستان       | دیوید پلیت              | ۱۶/۰۵/۱۹۸۶            | ۲۳/۱۰/۱۹۸۷ | ۵۴       | ۲۷       | ۱۰       | ۱۷       | ۸۴       | ۵۳       | ۵۰٫۰۰    | ۲۳       | ۱۲       | ۳        | ۸        | ۴۶       | ۲۹       | ۵۲٫۱۷    | ۷۷      | ۳۹      | ۱۳      | ۲۵      | ۱۳۰     | ۸۲      | ۵۰٫۶۵   | ۵۹٫۰۹٪ |         |       |
| ۲۰ | انگلستان       | ترور هارتلی             | ۱۹۸۷                  | ۱۹۸۷       |          |          |          |          |          |          |          |          |          |          |          |          |          |          |         |         |         |         |         |         |         |        | موقت    |       |
| ۲۱ | انگلستان       | داگ لیورمور             | ۱۹۸۷                  | ۱۹۸۷       |          |          |          |          |          |          |          |          |          |          |          |          |          |          |         |         |         |         |         |         |         |        |         |       |
| ۲۲ | انگلستان       | تری ونبلز               | ۲۳/۱۰/۱۹۸۷            | ۳۰/۰۶/۱۹۹۱ | ۱۳۷      | ۵۱       | ۴۱       | ۴۵       | ۱۹۱      | ۱۷۲      | ۳۷٫۲۳    | ۲۸       | ۱۶       | ۵        | ۷        | ۵۳       | ۳۴       | ۵۷٫۱۴    | ۱۶۵     | ۶۷      | ۴۶      | ۵۲      | ۲۴۴     | ۲۰۶     | ۴۰٫۶۱   | ۵۴٫۵۵٪ |         |       |
| ۲۳ | انگلستان       | پیتر شریوز              | ۰۱/۰۷/۱۹۹۱            | ۳۰/۰۶/۱۹۹۲ | ۴۲       | ۱۵       | ۷        | ۲۰       | ۵۸       | ۶۳       | ۳۵٫۷۱    | ۱۸       | ۸        | ۵        | ۵        | ۲۱       | ۱۱       | ۴۴٫۴۴    | ۶۰      | ۲۳      | ۱۲      | ۲۵      | ۷۹      | ۷۴      | ۳۸٫۳۳   | ۴۸٫۳۳٪ |         |       |
| ۲۴ | انگلستان       | داگ لیورمورری کلمنس     | ۰۱/۰۷/۱۹۹۲            | ۳۰/۰۶/۱۹۹۳ | ۴۲       | ۱۶       | ۱۱       | ۱۵       | ۶۰       | ۶۶       | ۳۸٫۱۰    | ۹        | ۷        | ۰        | ۲        | ۲۲       | ۱۱       | ۷۷٫۷۸    | ۵۱      | ۲۳      | ۱۱      | ۱۷      | ۸۲      | ۷۷      | ۴۵٫۱۰   | ۵۵٫۸۸٪ | موقت    |       |
| ۲۵ | آرژانتین       | اسوالدو آردیلس          | ۰۱/۰۷/۱۹۹۳            | ۰۱/۱۱/۱۹۹۴ | ۵۴       | ۱۶       | ۱۴       | ۲۴       | ۷۵       | ۸۳       | ۲۹٫۶۳    | ۱۱       | ۴        | ۳        | ۴        | ۱۶       | ۱۷       | ۳۶٫۳۶    | ۶۵      | ۲۰      | ۱۷      | ۲۸      | ۹۱      | ۱۰۰     | ۳۰٫۷۷   | ۴۳٫۸۵٪ |         |       |
| ۲۶ | انگلستان       | استیو پریمان            | ۰۲/۱۱/۱۹۹۴            | ۱۵/۱۱/۱۹۹۴ |          |          |          |          |          |          |          |          |          |          |          |          |          |          |         |         |         |         |         |         |         |        | موقت    |       |
| ۲۷ | انگلستان       | گری فرانسیس             | ۱۵/۱۱/۱۹۹۴            | ۱۹/۱۱/۱۹۹۷ | ۱۱۹      | ۴۳       | ۳۶       | ۴۰       | ۱۵۰      | ۱۴۲      | ۳۶٫۱۳    | ۲۷       | ۱۳       | ۶        | ۸        | ۵۴       | ۴۶       | ۴۸٫۱۵    | ۱۴۶     | ۵۶      | ۴۲      | ۴۸      | ۲۰۴     | ۱۸۸     | ۳۸٫۳۶   | ۵۲٫۷۴٪ |         |       |
| ۲۸ | جمهوری ایرلند  | کریس هیوتن              | ۱۹۹۷                  | ۱۹۹۷       |          |          |          |          |          |          |          |          |          |          |          |          |          |          |         |         |         |         |         |         |         |        | موقت    |       |
| ۲۹ | سوئیس          | کریستین گروس            | ۲۰/۱۱/۱۹۹۷            | ۰۵/۰۹/۱۹۹۸ | ۲۶       | ۹        | ۷        | ۱۰       | ۳۵       | ۴۰       | ۳۴٫۶۲    | ۳        | ۱        | ۱        | ۱        | ۵        | ۵        | ۳۳٫۳۳    | ۲۹      | ۱۰      | ۸       | ۱۱      | ۴۰      | ۴۵      | ۳۴٫۴۸   | ۴۸٫۲۸٪ |         |       |
| ۳۰ | انگلستان       | دیوید پلیت              | ۰۷/۰۹/۱۹۹۸            | ۳۰/۰۹/۱۹۹۸ |          |          |          |          |          |          |          |          |          |          |          |          |          |          |         |         |         |         |         |         |         |        | موقت    |       |
| ۳۱ | اسکاتلند       | جرج گراهام              | ۰۱/۱۰/۱۹۹۸            | ۱۵/۰۳/۲۰۰۱ | ۹۷       | ۳۲       | ۲۹       | ۳۶       | ۱۲۸      | ۱۲۳      | ۳۲٫۹۹    | ۲۸       | ۱۷       | ۶        | ۵        | ۴۹       | ۲۹       | ۶۰٫۷۱    | ۱۲۵     | ۴۹      | ۳۵      | ۴۱      | ۱۷۷     | ۱۵۲     | ۳۹٫۲۰   | ۵۳٫۲۰٪ |         |       |
| ۳۲ | انگلستان       | دیوید پلیت              | ۱۶/۰۳/۲۰۰۱            | ۰۱/۰۴/۲۰۰۱ |          |          |          |          |          |          |          |          |          |          |          |          |          |          |         |         |         |         |         |         |         |        | موقت    |       |
| ۳۳ | انگلستان       | گلن هادل                | ۰۲/۰۴/۲۰۰۱            | ۲۱/۰۹/۲۰۰۳ | ۸۹       | ۳۲       | ۱۸       | ۳۹       | ۱۱۶      | ۱۴۱      | ۳۵٫۹۶    | ۱۵       | ۹        | ۰        | ۶        | ۳۴       | ۱۸       | ۶۰٫۰۰    | ۱۰۴     | ۴۱      | ۱۸      | ۴۵      | ۱۵۰     | ۱۵۹     | ۳۹٫۴۲   | ۴۸٫۰۸٪ |         |       |
| ۳۴ | انگلستان       | دیوید پلیت              | ۲۱/۰۹/۲۰۰۳            | ۰۲/۰۶/۲۰۰۴ | ۳۳       | ۱۲       | ۶        | ۱۵       | ۴۲       | ۴۵       | ۳۶٫۳۶    | ۶        | ۳        | ۲        | ۱        | ۱۲       | ۷        | ۵۰٫۰۰    | ۳۹      | ۱۵      | ۸       | ۱۶      | ۵۴      | ۵۲      | ۳۸٫۴۶   | ۴۸٫۷۲٪ | موقت    |       |
| ۳۵ | فرانسه         | ژاک سانتینی             | ۰۱/۰۷/۲۰۰۴            | ۰۵/۱۱/۲۰۰۴ | ۱۱       | ۳        | ۴        | ۴        | ۶        | ۸        | ۲۷٫۲۷    | ۲        | ۲        | ۰        | ۰        | ۱۰       | ۳        | ۱۰۰٫۰۰   | ۱۳      | ۵       | ۴       | ۴       | ۱۶      | ۱۱      | ۳۸٫۴۶   | ۵۳٫۸۵٪ |         |       |
| ۳۶ | هلند           | مارتین یول              | ۰۸/۱۱/۲۰۰۴            | ۲۶/۱۰/۲۰۰۷ | ۱۱۴      | ۴۷       | ۳۰       | ۳۷       | ۱۶۹      | ۱۴۸      | ۴۱٫۲۳    | ۳۵       | ۲۰       | ۸        | ۷        | ۷۳       | ۳۶       | ۵۷٫۱۴    | ۱۴۹     | ۶۷      | ۳۸      | ۴۴      | ۲۴۲     | ۱۸۴     | ۴۴٫۹۷   | ۵۷٫۷۲٪ |         |       |
| ۳۷ | انگلستان       | کلایو آلنالکس اینگلثورپ | ۲۰۰۷                  | ۲۰۰۷       |          |          |          |          |          |          |          |          |          |          |          |          |          |          |         |         |         |         |         |         |         |        | موقت    |       |
| ۳۸ | اسپانیا        | خوانده راموس            | ۲۹/۱۰/۲۰۰۷            | ۲۵/۱۰/۲۰۰۸ | ۳۵       | ۱۰       | ۱۱       | ۱۴       | ۵۳       | ۵۰       | ۲۸٫۵۷    | ۱۹       | ۱۱       | ۵        | ۳        | ۳۱       | ۱۹       | ۵۷٫۸۹    | ۵۴      | ۲۱      | ۱۶      | ۱۷      | ۸۴      | ۶۹      | ۳۸٫۸۹   | ۵۳٫۷۰٪ |         |       |
| ۳۹ | انگلستان       | کلایو آلنالکس اینگلثورپ | ۲۰۰۸                  | ۲۰۰۸       |          |          |          |          |          |          |          |          |          |          |          |          |          |          |         |         |         |         |         |         |         |        | موقت    |       |
| ۴۰ | انگلستان       | هری ردنپ                | ۲۶/۱۰/۲۰۰۸            | ۱۴/۰۶/۲۰۱۲ | ۱۴۴      | ۷۱       | ۳۷       | ۳۶       | ۲۲۸      | ۱۶۱      | ۴۹٫۳۱    | ۵۴       | ۲۷       | ۱۳       | ۱۴       | ۱۰۷      | ۶۴       | ۵۰٫۰۰    | ۱۹۸     | ۹۸      | ۵۰      | ۵۰      | ۳۳۵     | ۲۲۵     | ۴۹٫۴۹   | ۶۲٫۱۲٪ |         |       |
| ۴۱ | پرتغال         | ویلاژ-بواش              | ۰۱/۰۷/۲۰۱۲–۱۶/۱۲/۲۰۱۳ | ۵۴         | ۲۹       | ۱۲       | ۱۳       | ۸۱       | ۶۷       | ۵۳٫۷۰    | ۲۶       | ۱۵       | ۸        | ۳        | ۵۶       | ۲۲       | ۵۷٫۶۹    | ۸۰       | ۴۴      | ۲۰      | ۱۶      | ۱۳۷     | ۸۹      | ۵۵٫۰۰   | ۶۷٫۵۰٪  |        |         |       |
| ۴۲ | انگلستان       | تیم شروود               | ۱۷/۱۲/۲۰۱۳            | ۳۰/۰۶/۲۰۱۴ | ۲۲       | ۱۳       | ۳        | ۶        | ۴۰       | ۳۰       | ۵۹٫۰۹    | ۶        | ۱        | ۱        | ۴        | ۷        | ۱۱       | ۱۶٫۶۷    | ۲۸      | ۱۴      | ۴       | ۱۰      | ۴۷      | ۴۱      | ۵۰٫۰۰   | ۵۷٫۱۴٪ |         |       |
| ۴۳ | آرژانتین       | مائوریسیو پوچتینو       | ۰۱/۰۷/۲۰۱۴            | ۱۹/۱۱/۲۰۱۹ | ۲۰۲      | ۱۱۳      | ۴۳       | ۴۶       | ۳۷۳      | ۲۰۷      | ۵۵٫۹۴    | ۸۸       | ۴۶       | ۱۹       | ۲۳       | ۱۷۶      | ۹۹       | ۵۲٫۲۷    | ۲۹۰     | ۱۵۹     | ۶۲      | ۶۹      | ۵۴۹     | ۳۰۶     | ۵۴٫۸۳   | ۶۵٫۵۲٪ |         | [ ۳ ] |
| ۴۴ | پرتغال         | ژوزه مورینیو            | ۲۰/۱۱/۲۰۱۹            | ۱۹/۰۴/۲۰۲۱ | ۵۸       | ۲۷       | ۱۴       | ۱۷       | ۹۷       | ۶۷       | ۴۶٫۵۵    | ۲۸       | ۱۷       | ۵        | ۶        | ۶۹       | ۳۶       | ۶۰٫۷۱    | ۸۶      | ۴۴      | ۱۹      | ۲۳      | ۱۶۲     | ۱۰۰     | ۵۱٫۱۶   | ۶۲٫۲۱٪ |         | [ ۴ ] |
| ۴۵ | انگلستان       | رایان میسون             | ۲۰/۰۴/۲۰۲۱            | ۳۰/۰۶/۲۰۲۱ | ۶        | ۴        | ۰        | ۲        | ۱۴       | ۸        | ۶۶٫۶۷    | ۱        | ۰        | ۰        | ۱        | ۰        | ۱        | ۰٫۰۰     | ۷       | ۴       | ۰       | ۳       | ۱۴      | ۹       | ۵۷٫۱۴   | ۵۷٫۱۴٪ | موقت    | [ ۵ ] |
| ۴۶ | پرتغال         | نونو اسپیریتو سانتو     | ۰۱/۰۷/۲۰۲۱            | ۰۱/۱۱/۲۰۲۱ | ۱۰       | ۵        | ۰        | ۵        | ۹        | ۱۶       | ۵۰٫۰۰    | ۷        | ۳        | ۲        | ۲        | ۱۳       | ۷        | ۴۲٫۸۶    | ۱۷      | ۸       | ۲       | ۷       | ۲۲      | ۲۳      | ۴۷٫۰۶   | ۵۲٫۹۴٪ |         | [ ۶ ] |
| ۴۷ | ایتالیا        | آنتونیو کونته           | ۰۲/۱۱/۲۰۲۱            | ۳۰/۰۶/۲۰۲۳ | ۲۴       | ۱۴       | ۴        | ۶        | ۵۰       | ۲۳       | ۵۸٫۳۳    | ۷        | ۳        | ۰        | ۴        | ۹        | ۹        | ۴۲٫۸۶    | ۳۱      | ۱۷      | ۴       | ۱۰      | ۵۹      | ۳۲      | ۵۴٫۸۴   | ۶۱٫۲۹٪ |         | [ ۷ ] |

## مربیان برتر با بیشترین درصد برد
بر اساس درصد بردهایشان در مسابقات (آمار برای ۴ مارس ۲۰۲۲ است.)
| رتبه | مربی              | سال       | بازی | برد | %برد  |
| ---- | ----------------- | --------- | ---- | --- | ----- |
| ۱    | فرانک برتل        | ۹۹–۱۸۹۸   | ۶۳   | ۳۷  | 58.73 |
| ۲    | رایان میسون       | ۲۰۲۱      | ۷    | ۴   | 57.14 |
| ۳    | آرتور ترنر        | ۱۹۴۶–۱۹۴۲ | ۴۹   | ۲۷  | 55.1  |
| ۴    | آندره ویلاژ-بواش  | ۲۰۱۳–۲۰۱۲ | ۸۰   | ۴۴  | 55    |
| ۵    | مائوریسیو پوچتینو | ۲۰۱۹–۲۰۱۴ | ۲۹۳  | ۱۵۹ | 54.27 |
| ۶    | آنتونیو کونته     | ۲۰۲۱      | ۲۳   | ۱۲  | 52.17 |
| ۷    | جان کامرون        | ۱۹۰۷–۱۸۹۹ | ۵۷۰  | ۲۹۶ | 51.93 |
| ۸    | ژوزه مورینیو      | ۲۰۲۱–۲۰۱۹ | ۸۶   | ۴۴  | 51.16 |
| ۹    | دیوید پلیت        | ۱۹۸۷–۱۹۸۶ | ۱۱۹  | ۶۰  | 50.42 |
| ۱۰   | تیم شروود         | ۲۰۱۴–۲۰۱۳ | ۲۸   | ۱۴  | 50    |

## مربیان برتر از نظر افتخارات
| مربی          | افتخارات | مجموع |
| ------------- | --- | ----- |
| بیل نیکلسون   | - دسته ۱ لیگ فوتبال: ۶۱–۱۹۶۰ - جام حذفی: ۶۱–۱۹۶۰، ۶۲–۱۹۶۱، ۶۷–۱۹۶۶ - جام اتحادیه: ۷۱–۱۹۷۰، ۷۳–۱۹۷۲ - جام خیریه: ۱۹۶۱، ۱۹۶۲، ۱۹۶۷(مشترک) - جام در جام اروپا: ۶۳–۱۹۶۲ - جام یوفا: ۷۲–۱۹۷۱ | ۱۱    |
| کیث بورکینشاو | - جام حذفی: ۸۲–۱۹۸۱، ۸۱–۱۹۸۰ - جام خیریه: ۱۹۸۱ (مشترک) - جام یوفا: ۸۴–۱۹۸۳ | ۴     |
| پیتر مک‌ویلیام | - دسته ۲ لیگ فوتبال: ۲۰–۱۹۱۹ - جام حذفی: ۲۱–۱۹۲۰ - جام خیریه: ۱۹۲۱ | ۳     |
| آرتور روو     | - دسته ۱ لیگ فوتبال: ۵۱–۱۹۵۰ - دسته ۲ لیگ فوتبال: ۵۰–۱۹۴۹ - جام خیریه: ۱۹۵۱ | ۳     |
| جان کامرون    | - جام حذفی: ۰۱–۱۹۰۰ | ۱     |
| تری ونبلز     | - جام حذفی: ۹۱–۱۹۹۰ | ۱     |
| پیتر شریوز    | - جام خیریه: ۱۹۹۱ (مشترک) | ۱     |
| جرج گراهام    | - جام اتحادیه: ۹۹–۱۹۹۸ | ۱     |
| خوانده راموس  | - جام اتحادیه: ۰۸–۲۰۰۷ | ۱     |